# Schutzengel gesucht
Schutzengel gesucht ist ein deutscher Spielfilm von Miguel Alexandre aus dem Jahr 2001.

## Handlung
Es ist Weihnachten und Anna Blank arbeitet wie jeden Tag an der Kasse eines Flughafen-Snackbistros. Die Arbeit macht ihr keine Freude und die Geschichten der Passagiere, die die Feiertage in der Ferne verbringen wollen, deprimieren sie. Auch die Vorfreude einer alten Frau, die regelmäßig für wenige Tage in die Ferne fliegt, baut sie nicht auf. An der Tür ihres Mietshauses in der Großstadt wird sie wie immer von zwei frechen Jungen mit einem Ball beschossen, wie immer gibt sie dem Obdachlosen, der am Eingang schläft, etwas Kleingeld, und weiß in ihrer leeren Wohnung nicht, was sie mit sich anfangen soll. Sie schreibt sich eine Liste mit Dingen, die sie bis Silvester noch erleben will, darunter Vom Winde verweht ansehen und in die Oper gehen. Ihren großen Wunsch, einmal wie ihre verstorbene Mutter nach Nairobi zu fliegen, hat sie hingegen aufgegeben. Zu Silvester will sie sich schließlich mit Tabletten, die sie bereits gesammelt hat, das Leben nehmen.
Um den ersten Punkt von der Liste zu streichen, begibt sie sich am Weihnachtsabend zum Kino, wo Vom Winde verweht gezeigt wird. Das Kino schließt jedoch gerade, weil Weihnachten ist. Nicht nur Anna steht vergeblich an der Kasse, sondern auch Egon Schmidt, genannt Eddi. Beide beschließen, zusammen etwas essen zu gehen und landen in Eddis Stammkneipe, wo ihnen Wirt Horst widerwillig ein schnelles Essen serviert, das beide in Hast verspeisen müssen. Danach laufen sie noch zusammen durch die Straßen der Stadt, Eddi erzählt viel und schenkt Anna am Ende eine Muschel. Sie beschließen, sich am nächsten Tag wiederzusehen. Anna hat Eddi verraten, dass sie im Flughafenbistro an der Kasse arbeitet und Eddi sucht sie dort am nächsten Tag auf. Sie lädt ihn zum Weihnachtsessen ein, zu dem auch ein paar Freunde kommen werden. In Wirklichkeit erwartet sie nur Eddi, der sich erfreut über das Essen zeigt, auch wenn Anna einige Dinge angebrannt sind. Während Anna wenig später das Geschirr abwäscht, sieht sich Eddi die Wohnung an und findet Annas Liste sowie die Tablettensammlung. Sie will mit ihm in die Oper gehen, und damit einen Punkt ihrer Liste erledigen, doch geht er mit ihr in einen Spielsalon, wo beide im Autorennen gegeneinander antreten. Lange zögert Eddi, bevor er sie allein in ihre Wohnung zurückkehren lässt.
Eddi hat Anna erzählt, dass er als Busfahrer arbeitet. In Wirklichkeit ist es sein Traum, eines Tages Busfahrer zu werden. Er ist arbeitslos, nimmt Fahrstunden, die er hin und wieder versäumt, und hat selbst große Probleme, sein Leben in den Griff zu bekommen. Weil er alle Arbeitsstellen nach kurzer Zeit wieder verliert, hat ihn sein Vermittler im Arbeitsamt schon fast aufgegeben. Weil Eddi weiß, dass Anna zu Silvester Selbstmord begehen will, sucht er sie am 31. Dezember auf. Beide gehen aus, er beschützt sie in einem Stripclub, als sich ein Clown über sie lustig macht, und nimmt sie anschließend mit zum Busbahnhof. Er zeigt ihr seinen Lieblingsbus, den er von seinen Fahrstunden her kennt. Später unternehmen beide heimlich eine kurze Ausfahrt mit einem Bus und Eddi gesteht Anna, dass er links und rechts nicht auseinanderhalten kann. Anna bastelt ihm aus Kaugummipapier einen Ring, den sie ihm an die rechte Hand steckt. Mit der Eselsbrücke „rechts – Ring“ kann sich Eddi nun die Richtungen merken. Sie kehren zum Busparkplatz zurück und küssen sich, als der Jahreswechsel einsetzt. Eddi übernachtet bei Anna, die heimlich ihre Tabletten entsorgt und die Liste zerreißt. Auf ihrer Arbeitsstelle ist sie nun glücklich und es gelingt ihr endlich, die beiden Jungen zu maßregeln, die sie immer mit einem Ball beschießen. Eddi scheint ebenfalls Glück zu haben, denn endlich darf er die Busfahrprüfung ablegen. Die Prüfung verläuft gut, bis Eddi während des Fahrens Annas Kaugummipapierring verliert. Nicht nur ist er jetzt orientierungslos, sondern versucht das Papier auch während der Fahrt wiederzufinden. Fast verursacht er einen schweren Unfall und fällt schließlich durch die Prüfung. Er trifft sich mit Anna im Waschsalon, weicht jedoch ihren Fragen nach den Gründen seiner Niedergeschlagenheit aus. Er will aber endlich reinen Tisch machen und geht mit ihr zu seinem Lieblingsbäcker, in dem seine uneheliche Tochter Tina arbeitet. Sie weiß nicht, dass er ihr Vater ist, hat die Mutter doch strikt jeden Kontakt untersagt. Plötzlich erscheint Tinas Mutter und droht Eddi mit der Polizei. Eddi bringt Anna nach Hause und trennt sich von ihr, da ein Mann, der einmal seine Frau geschlagen und eine uneheliche Tochter hat, nichts für sie ist. Als er geht, ist Anna verzweifelt.
Sie fasst den Entschluss, ihr Leben zu ändern. Die alte Frau im Flughafen, die ihr gegenüber schon mehrfach von der Kraft der Schutzengel gesprochen hat, ist ihr dafür eine erste Hilfe: Sie bringt Anna dazu, endlich ihre ungeliebte Arbeit an der Bistrokasse zu kündigen. Sie bewirbt sich stattdessen als Verkäuferin in einem Warenhaus und wird genommen. Eddi jedoch sucht sie vergebens. Sie erfährt von seiner Vermieterin, dass er bei ihr Schulden hat und seit längerer Zeit nicht mehr in der Wohnung war. Horst erzählt ihr, dass Eddi nie als Busfahrer gearbeitet hat. Ein Junge im Waschsalon wiederum will ihr helfen. Da sie nach eigener Aussage etwas verloren habe, solle sie es sich doch einfach zurückholen. Anna begibt sich zum Busparkplatz und entdeckt in einem der Wagen den schlafenden Eddi. Er ist inzwischen auf Sozialhilfe angewiesen, hat kein Dach über dem Kopf und versucht sich mit Bier zu motivieren. Anna ist in seinen Augen zu gut für ihn, doch macht sie ihm klar, dass sie ihm ihr Leben verdankt und dass sie ihn mag, wie er ist. Einst sei er ihr Schutzengel gewesen, nun wolle sie einer für ihn sein. Beide fallen sich in die Arme. Wenig später hat Eddi seinen Busführerschein erworben und ist endlich in seinem Traumberuf tätig. Er lebt mit Anna zusammen, die in Kürze allein nach Nairobi fliegen wird. Einen Flug für zwei Personen können sich beide noch nicht leisten. Eddi fährt sie in seinem Bus zum Flughafen und blickt ihr sehnsüchtig nach. Kurz nachdem das Flugzeug abgehoben hat, erscheint Anna am Bus. Sie hat sich entschlossen, die Reise richtig mit ihm antreten zu wollen – irgendwann, wenn sie es sich leisten können. Gemeinsam fahren sie zurück in die Stadt. Wenig später unterhalten sich die alte Frau vom Flughafen und der Junge aus dem Waschsalon. Beide meinen, sie hätten ihre Aufgabe erfüllt. Wenig später verschwinden die Schutzengel wie von Zauberhand.

## Produktion
Schutzengel gesucht wurde unter dem Arbeitstitel Ein Engel für Anna vom 14. November bis 18. Dezember 2000 in Hamburg gedreht. Der Flughafen, in dem Anna arbeitet, ist der Flughafen Fuhlsbüttel. Die Kostüme schuf Claudia Landolt, das Szenenbild stammt von Andreas Lupp. Der Film lief am 21. September 2001 erstmals auf arte im Fernsehen.

## Kritik
Anlässlich der Fernsehpremiere schrieb Der Spiegel:

„Miguel Alexandre (Regie) und Ben Taylor (Buch) haben einen Liebesfilm gedreht, dessen Helden zwar nicht schön und reich sind, die sich aber bei aller Kläglichkeit mit schön schaurig lebensechten Geschichten durch die Welt schleppen. Auf den Einsatz weihnachtlicher Schutzengel könnten diese beiden deshalb gut verzichten.“

Der film-dienst nannte Schutzengel gesucht eine „ebenso gefühl- wie humorvolle Komödie um real existierende Schutzengel, die auf sympathische Weise das Wunder der Liebe feiert.“
prisma schrieb, „Regisseur Miguel Alexandre drehte den weihnachtlichen Liebesfilm wohl kalkuliert. Viele Momente erinnern an den Weihnachtsklassiker "Ist das Leben nicht schön?" mit James Stewart. Auch wenn diese TV-Produktion davon meilenweit entfernt ist, dank der guten Darsteller und der herzergreifenden Story vermag sie doch zu überzeugen.“.